# Clemelis apicalis
Clemelis apicalis är en tvåvingeart som beskrevs av Villeneuve 1923. Clemelis apicalis ingår i släktet Clemelis och familjen parasitflugor. Inga underarter finns listade i Catalogue of Life.